# Cala Cala (Potosí)
Cala Cala ist eine Ortschaft im Departamento Potosí im südamerikanischen Andenstaat Bolivien.

## Lage im Nahraum
Cala Cala liegt in der Provinz Rafael Bustillo und ist der zentrale Ort des Cantón Cala Cala im Municipio Uncía. Die Ortschaft liegt auf einer Höhe von 3850 m am Rande der Karatchi Pampa, zwölf Kilometer südöstlich der Provinzhauptstadt Uncía, am Oberlauf des Río Vilaque, der nach Norden in Richtung auf die Bergbaustadt Catavi fließt.

## Geographie
Cala Cala liegt am Übergang des Hochlandes von Oruro in das Gebirge von Potosí. Die Region ist im Norden und Westen von Hochgebirgszügen der Cordillera Central begrenzt. Die Vegetation ist die der Puna, das Klima ein typisches Tageszeitenklima, bei dem die mittleren täglichen Temperaturschwankungen größer sind als die monatlichen Schwankungen.
Die Jahresdurchschnittstemperatur der Region liegt bei 9 °C, die Monatsdurchschnittswerte schwanken zwischen knapp 5 °C im Juni/Juli und 11 °C von November bis März (siehe Klimadiagramm Uncía). Der Jahresniederschlag beträgt 370 mm und fällt vor allem in den Sommermonaten, die aride Zeit mit Monatswerten von maximal 10 mm dauert von April bis Oktober.

## Verkehrsnetz
Cala Cala liegt in einer Entfernung von 101 Straßenkilometern südöstlich von Oruro, der Hauptstadt des gleichnamigen Departamentos.
Von Oruro führt die Nationalstraße Ruta 1 in südlicher Richtung 22 Kilometer über Vinto nach Machacamarquita, acht Kilometer nördlich von Machacamarca gelegen. In Machacamarquita zweigt die Ruta 6 in südöstlicher Richtung ab und erreicht über Huanuni und über Passhöhen von mehr als 4500 m nach 79 Kilometern die Stadt Llallagua. Von dort führt die Ruta 6 weitere sieben Kilometer bis Uncía, elf Kilometer bis Cala Cala und weitere 91 Kilometer nach Macha. In Macha zweigt eine unbefestigte Landstraße in südwestlicher Richtung ab und führt nach 33 Kilometern bei Ventilla wieder zurück auf die Ruta 1. Von hier aus bis zur Departamento-Hauptstadt Potosí sind es noch einmal 109 Kilometer.

## Bevölkerung
Die Einwohnerzahl der Gemeinde Cala Cala ist in den vergangenen beiden Jahrzehnten um mehr als die Hälfte angestiegen:
| Jahr | Einwohner | Quelle       |
| ---- | --------- | ------------ |
| 1992 | 1041      | Volkszählung |
| 2001 | 1335      | Volkszählung |
| 2012 | 1674      | Volkszählung |
| 2024 |           | Volkszählung |